# Barajul Budeasa
Barajul Budeasa reprezintă o structură hidrotehnică esențială, amplasată pe râul Argeș în România, având un rol multifuncțional crucial pentru dezvoltarea și gestionarea resurselor de apă din regiune, în special pentru municipiul Pitești și zonele agricole adiacente. Această construcție nu este o entitate izolată, ci o componentă integrantă a cascadei extinse de amenajări hidroenergetice și hidrotehnice de pe râul Argeș, fiind situată în aval de baraje mai mari, precum Barajul Vidraru. Această interconectare subliniază faptul că funcționarea Barajului Budeasa este influențată de operațiunile centralelor hidroelectrice din amonte și, la rândul său, are un impact direct asupra zonelor din aval.
Dat în folosință în anul 1978, Barajul Budeasa contribuie semnificativ la gestionarea apei, la producția de energie electrică și la controlul inundațiilor în bazinul hidrografic Argeș-Vedea. Funcțiile sale principale includ asigurarea alimentării cu apă potabilă și industrială pentru municipiul Pitești, generarea de energie electrică prin intermediul Centralei Hidroelectrice (CHE) Budeasa, regularizarea debitelor de apă uzinate de centralele hidroelectrice din amonte, atenuarea undelor de viitură și satisfacerea necesarului de apă pentru irigarea suprafețelor agricole din aval. Această diversitate de roluri demonstrează importanța strategică a barajului în asigurarea echilibrului între nevoile de dezvoltare și cele de siguranță ale regiunii.

## Geografie și localizare
Barajul Budeasa este amplasat strategic pe cursul mijlociu al râului Argeș, un râu important din bazinul hidrografic Argeș. Poziția sa specifică se află în aval de confluența râului Argeș cu râul Vâlsan, un detaliu hidrografic relevant pentru dinamica sedimentării și gestionarea apelor.
Din punct de vedere administrativ și geografic, barajul este situat în apropierea localității Budeasa Mare, în județul Argeș, România. Proximitatea sa față de centrele urbane majore este un factor cheie în funcționalitatea sa. Barajul se găsește la aproximativ 5 km nord de municipiul Pitești și la circa 9 km în amonte de oraș, la coada lacului de acumulare Bascov. Această poziționare, la doar câțiva kilometri de Pitești, un centru urban și industrial semnificativ, subliniază importanța strategică a barajului pentru aprovizionarea cu apă a orașului și pentru sprijinirea activităților economice regionale. Faptul că se află la coada acumulării Bascov indică, de asemenea, rolul său secvențial și interconectat în cadrul sistemului de amenajări hidrotehnice de pe Argeș. Coordonatele geografice precise ale barajului sunt 44.913206°N 24.828858°E. Prin baraj, apele râului Argeș sunt reținute, formând Lacul de acumulare Budeasa.

## Istoric și Construcție
Barajul Budeasa a fost dat în folosință în anul 1978, reprezentând un jalon important în dezvoltarea infrastructurii hidrotehnice a României. Construcția sa face parte dintr-o schemă complexă și amplă de valorificare a potențialului hidroenergetic al râului Argeș, un proiect național de anvergură care a demarat cu lucrări majore precum Barajul Vidraru, inaugurat în 1965. Această integrare într-un proiect mai amplu demonstrează că Barajul Budeasa nu a fost un proiect izolat, ci o piesă esențială într-o viziune strategică națională de dezvoltare energetică și gestionare a resurselor de apă.
Un aspect remarcabil al istoriei construcției barajului este evoluția adaptativă a designului său. Inițial, Barajul Budeasa a fost conceput ca o centrală hidroelectrică pe un canal de derivație. Cu toate acestea, pe parcursul realizării întregii cascade de amenajări pe râul Argeș, s-a constatat o colmatare semnificativă a acumulărilor construite anterior, precum cele de la Bascov și Pitești. Această colmatare a fost atribuită în principal râului Vâlsan, care se varsă în Argeș în amonte de Budeasa și care nu era regularizat. Această observație directă a condițiilor hidrologice și a impactului sedimentării a condus la o modificare fundamentală a planului inițial. În consecință, în locul unei centrale pe canal de derivație, a fost proiectată și realizată o acumulare cu un volum total de 54,90 milioane m³, formată dintr-un versant natural și diguri extinse. Această schimbare de abordare exemplifică o inginerie adaptativă, unde proiectele de infrastructură de anvergură evoluează în răspuns la provocările de mediu și la lecțiile învățate din etapele anterioare ale aceluiași sistem. Acest lucru subliniază o abordare pragmatică și responsabilă în fața condițiilor reale de teren și a dinamicii fluviale.
Inginerul specializat în gospodărirea apelor, Paul Solacolu, a avut un rol notabil în realizarea acestui proiect. De-a lungul anilor, cadrul administrativ care a supervizat dezvoltarea hidroenergetică pe râul Argeș a cunoscut o evoluție semnificativă. Începuturile au fost sub tutela Întreprinderii de Rețele Electrice (IRE) Pitești, transformându-se în 1965 în Întreprinderea de Centrale Hidroelectrice (ICH) Argeș. Fuziuni și redenumiri ulterioare au dus la formarea ICH Râmnicu Vâlcea în 1969, apoi la Uzina Argeș și, în cele din urmă, la Întreprinderea Electrocentrale Curtea de Argeș în 1976. Această succesiune de entități administrative reflectă o perioadă de investiții naționale substanțiale și un focus strategic pe infrastructura energetică post-Al Doilea Război Mondial, indicând că Barajul Budeasa a fost o parte a unei viziuni mai largi pentru independența energetică a României.